# Insula Zannone
Zannone este o insulă italiană situată în Marea Tireniană. Aparține arhipelagului Pontin și se află la o distanță de 20 km NE de Insula Ponza. Insula ce se întinde pe o suprafață de 0,9 km² nu este locuită permanent.
În timpul verii prezența umană se manifestă prin cei doi paznici ai farului de pe Capo Negro din extremitatea sudică a insulei. Din 1979 a fost inclusă în Parcul Național Circeo datorită asociațiilor rare de floră și faună. Cea mai înaltă cotă este atinsă în Monte Pellegrino (119 m), pe care se află o clădire a Serviciului Național Forestier, care adăpostește o expoziție naturalistă cu scop educativ. Tot pe insulă se găsesc și ruinele unei mănăstiri benedictine din secolul al XIII-lea, abandonate datorită deselor incursiuni ale piraților .